# Green Archers United
Green Archers United Futbol Club ist ein Fußballverein aus Lipa City. Aktuell spielt die Fußballmannschaft in der höchsten Liga des Landes, der Philippines Football League. Die Mannschaft ist auch unter dem Namen The Archers oder Green Archers bekannt.

## Erfolge
- WFL Elite Futbol League

Vizemeister: 2017
Meister: 2018
- UFL Cup

3. Platz: 2013
- UFL Pre-season Cup

3. Platz: 2013

## Stadion
Seine Heimspiele trägt der Verein im Aboitiz Pitch in Lipa City aus. Das Stadion hat ein Fassungsvermögen von 1500 Personen. 
Koordinaten: 14° 0′ 27″ N, 121° 10′ 12″ O

## Trainer seit 2011
| Name             | Zeit bei Green Archers United | Zeit bei Green Archers United |
| Name             | von                           | bis                           |
| ---------------- | ----------------------------- | ----------------------------- |
| Rodolfo Alicante | 2011                          | 2018                          |
| Joel Villarino   | 2019                          | heute                         |

## Saisonplatzierung

### Liga
| Saison | Liga                        | Level | Mannschaften | Platz |
| ------ | --------------------------- | ----- | ------------ | ----- |
| 2010   | United Football League      | 1     | 8            | 7.    |
| 2011   | United Football League      | 1     | 7            | 6.    |
| 2012   | United Football League      | 1     | 10           | 8.    |
| 2013   | United Football League      | 1     | 10           | 6.    |
| 2014   | United Football League      | 1     | 9            | 5.    |
| 2015   | United Football League      | 1     | 10           | 6.    |
| 2016   | United Football League      | 1     | 12           | 7.    |
| 2017   | WFL Elite Futbol League     |       |              | 2.    |
| 2018   | WFL Elite Futbol League     |       |              | 1.    |
| 2019   | Philippines Football League | 1     | 7            | 4.    |
| 2020   | Philippines Football League | 1     |              |       |

### Pokal
| Saison | PFF NMCC | League Cup    |
| ------ | -------- | ------------- |
| 2010   |          | Viertelfinale |
| 2011   |          | Gruppenphase  |
| 2012   |          | Viertelfinale |
| 2013   | 4. Platz | 4. Platz      |
| 2014   |          | 3. Platz      |
| 2015   |          | Viertelfinale |
| 2016   |          | Viertelfinale |
| 2017   |          |               |
| 2018   |          |               |
| 2019   |          |               |

## Ausrüster und Sponsoren
| Jahr           | Ausrüster                   | Trikotsponsor                                        |
| -------------- | --------------------------- | ---------------------------------------------------- |
| 2009 bis 2010  | N/A                         | Orient Freight International                         |
| 2010 bis 2011  | Comadore Sports and Leisure | Orient Freight International                         |
| 2011 bis 2015  | LGR Sportswear              | Globe Telecom / Orient Freight, Mobil 1              |
| 2015 bis 2016  | Mizuno                      | Globe Telecom / Orient Freight International, Mobil1 |
| 2016 bis 2017  | LGR Sportswear              | Globe Telecom / Orient Freight International         |
| 2019 bis heute | Cutz Apparel                | Globe Telecom / Orient Freight International, Mobil1 |